# Бухс (Санкт-Галлен)
Бухс (нім. Buchs SG) — місто  в Швейцарії в кантоні Санкт-Галлен, виборчий округ Верденберг.

## Історія
Бухс вперше згадується в письмових джерелах у 765 році як de Pogio. У 1213 згадується як Buchs (Бухс).

## Географія
Місто розташоване у долині річки Рейн, на кордоні з Ліхтенштейном, на відстані близько 155 км на схід від Берна, 30 км на південь від Санкт-Галлена.
Бухс має площу 16 км², з яких на 26,7% дозволяється будівництво (житлове та будівництво доріг), 37,5% використовуються в сільськогосподарських цілях, 29% зайнято лісами, 6,8% не є продуктивними (річки, льодовики або гори).

## Демографія
2019 року в місті мешкало 12 861 особа (+14,4% порівняно з 2010 роком), іноземців було 40%. Густота населення становила 806 осіб/км².
За віковим діапазоном населення розподілялося таким чином: 20,2% — особи молодші 20 років, 62,9% — особи у віці 20—64 років, 16,9% — особи у віці 65 років та старші. Було 5676 помешкань (у середньому 2,2 особи в помешканні).
Із загальної кількості 7596 працюючих 108 було зайнятих в первинному секторі, 1667 — в обробній промисловості, 5821 — в галузі послуг.
Іноземні громадяни (на 2000 рік) включають: 181 чол. із Німеччини, 412 чол. з Італії, 1199 чол. із колишньої Югославії, 189 чол. із Австрії, 168 чол. з Туреччини та 470 чол. з інших країн. За даними на 2000 рік 84,9 % населення назвали рідною мовою німецьку; 3,8 % — сербохорватська і 2,9 % — албанська. Враховуючи лише корінні швейцарські мови (2000 рік) 8826 осіб вважали рідною мовою німецьку; 62 особи — французька; 282 людини — італійська і 39 осіб — ретороманська.
Динаміка чисельності населення за роками:
| 1831 | 1850 | 1900 | 1950 | 2000   |
| ---- | ---- | ---- | ---- | ------ |
| 1781 | 2015 | 3851 | 5204 | 10 399 |

## Відомі уродженці
- Симон Швенденер — швейцарський ботанік
- Генріх Рорер — швейцарський фізик, лауреат Нобелівської премії з фізики у 1986 р.

## Галерея

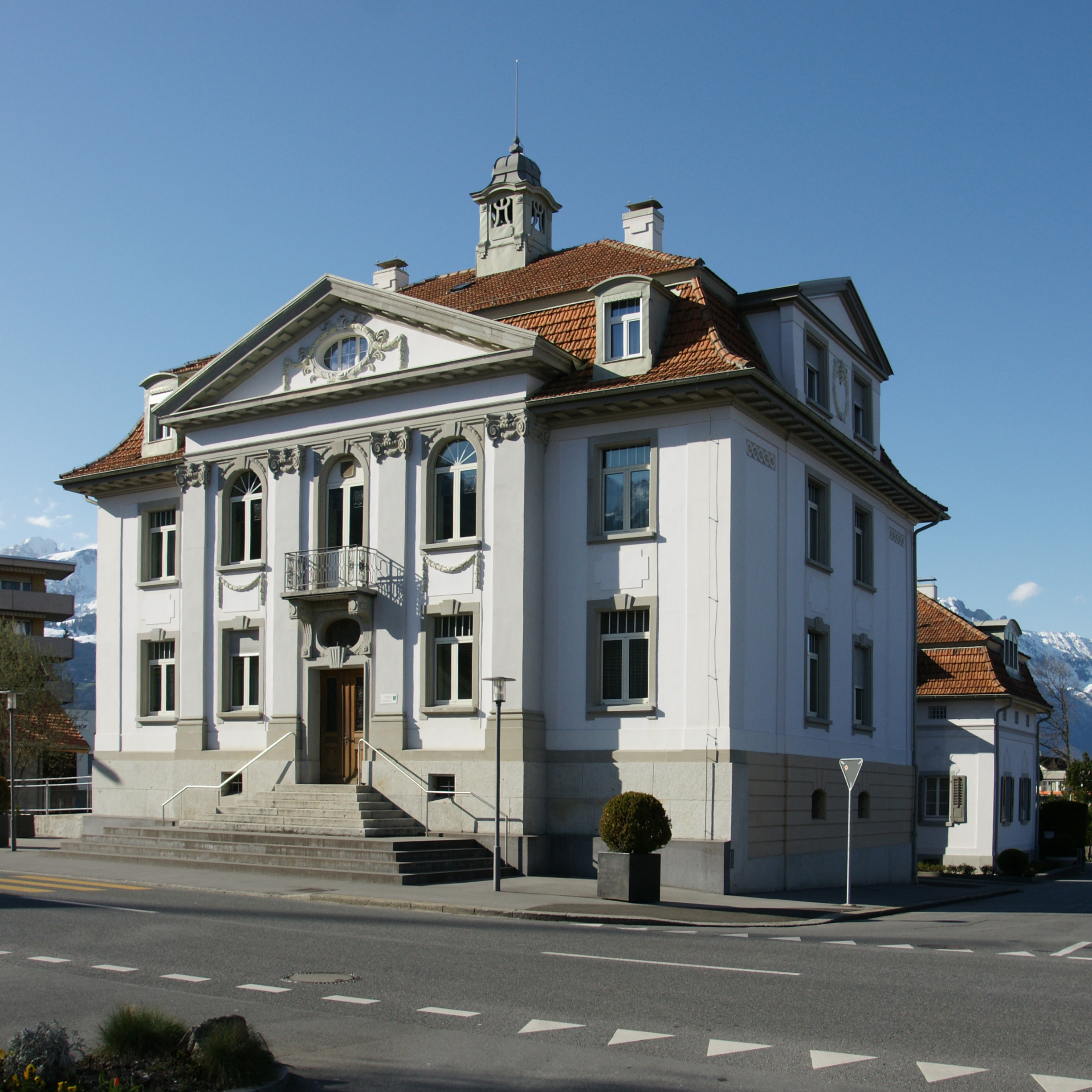
Окружний суд Верденберга
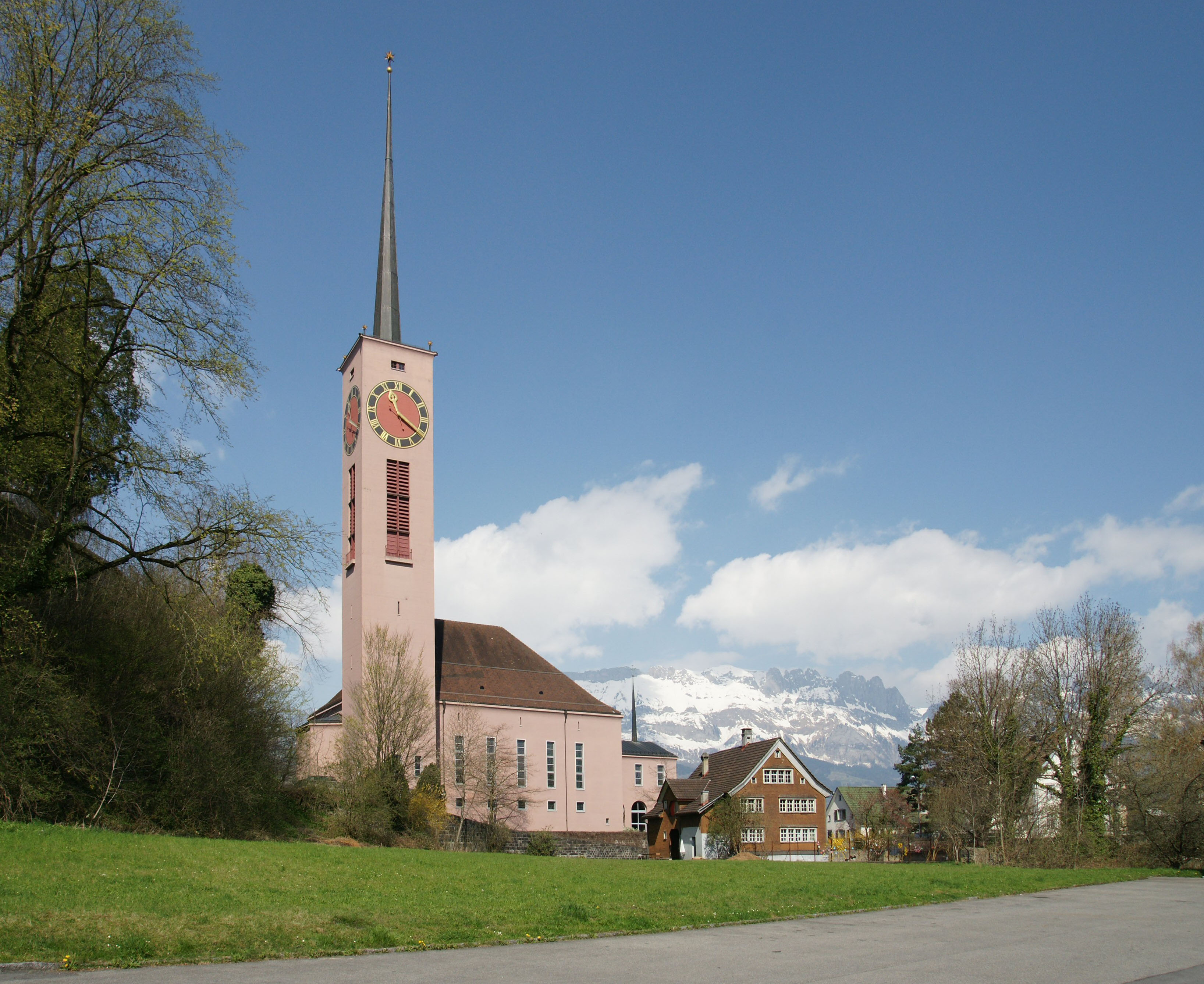
Реформістська церква
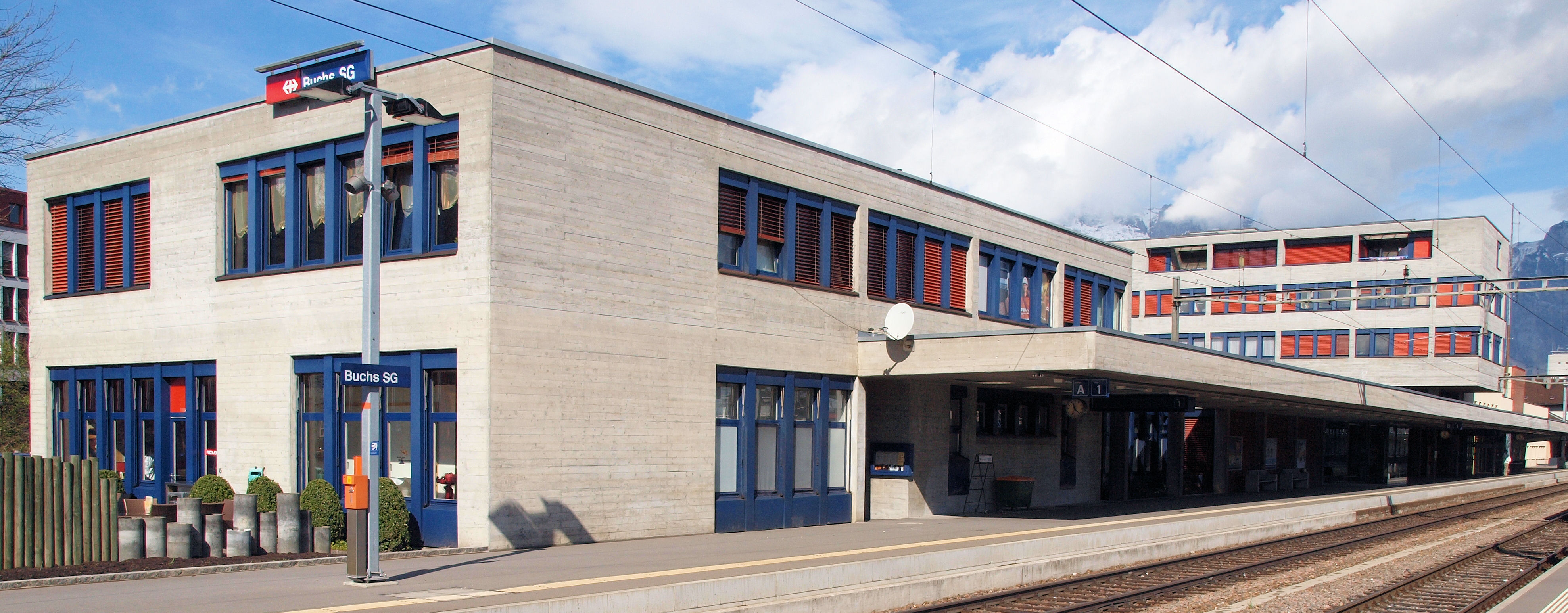
Залізнична станція
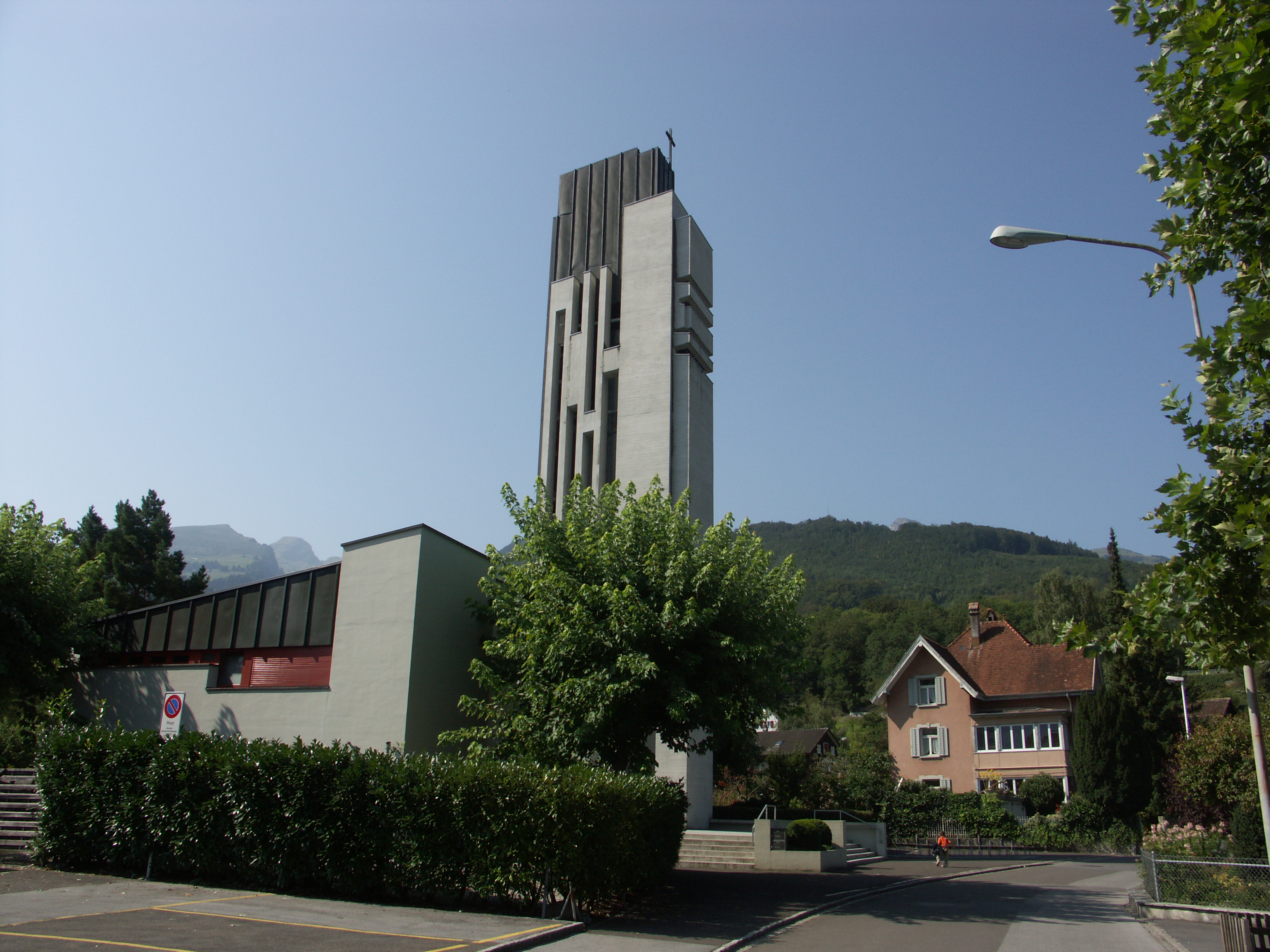
Церква Святого Серця
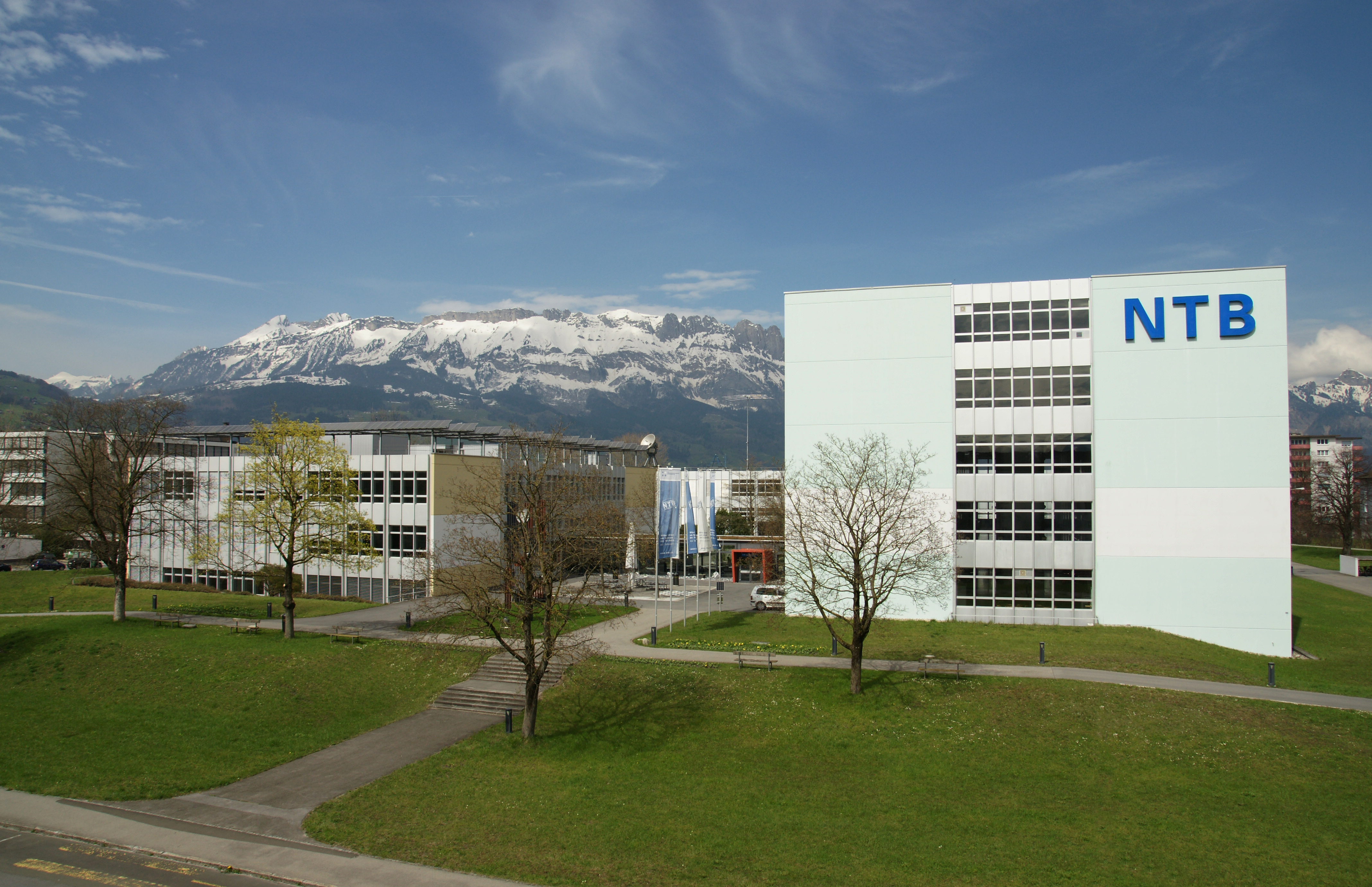
Технологічний університет